# Mozilla Thunderbird
Mozilla Thunderbird – klient poczty o otwartym kodzie źródłowym, komunikator internetowy (ze wsparciem dla XMPP, Facebooka, Twittera i IRC), czytnik grup dyskusyjnych oraz kanałów informacyjnych w formacie RSS i Atom.
Ze względu na oparcie Thunderbirda na programie Mozilla Mail z pakietu Mozilla Application Suite wykorzystywany jest silnik Gecko. Zastosowana wersja jest zarówno szybsza, jak i ma prostszy, konfigurowalny GUI. Program ten jest dostępny na wiele platform: Windows, macOS, Linux i w wielu językach (m.in. angielskim oraz polskim).
Thunderbird obsługuje takie protokoły jak: POP3, SMTP, IMAP, LDAP, NNTP, ma wbudowany filtr spamu, filtr wiadomości i moduł sprawdzania pisowni.
Istnieje również możliwość zmiany wyglądu interfejsu poprzez motywy (ang. themes) oraz rozbudowania funkcjonalności programu przez instalację dodatków (ang. extensions).
W lipcu 2012 r. program został przekazany społeczności internetowej, a sama Mozilla będzie wydawać jedynie istotne biuletyny bezpieczeństwa.

## Wybrane cechy Thunderbirda
- ustawianie programu jako domyślnego
- definiowanie układu okien
- otwieranie wiadomości i folderów w kartach
- obszerne opcje konfiguracyjne
- obsługa wszystkich protokołów pocztowych
- powiadomienia o nadchodzących wiadomościach
- obsługa push e-mail w protokole IMAP
- automatyczne blokowanie potencjalnie niebezpiecznych przesyłek (np. HTML, JavaScript)
- swobodne definiowanie kodowania
- filtr antyspamowy
- reguły (filtry) dla poszczególnych przesyłek
- zaawansowany system wyszukiwawczy
- książka adresowa
- obsługa podpisu cyfrowego i szyfrowania za pomocą OpenPGP
- wiele tożsamości użytkownika
- obsługa formatu poczty Outlook Express
- wbudowany czytnik RSS
- zgodne z netykietą cytowanie w grupach dyskusyjnych[9]
- sortowanie, wątkowanie i śledzenie wiadomości w grupach dyskusyjnych
- wycofywanie wiadomości z serwera newsów
- automatyczne zapisywanie i sprawdzanie pisowni w trakcie pisania wiadomości
- oznaczanie prawdopodobnych fałszywek (phishing)
- wsparcie nagłowka „Do Not Track”.